# Прабалтословенски језик
Прабалтословенски језик, или балтословенски прајезик, реконструисани је прајезик (језик предак), која је произишао из распада праиндоевропског језика и кансије је подијељен на два језика — прабалтички и прасловенски, који су затим постали преци балтичких и словенских језика индоевропске језичке породице.
Прабалтословенски језик нема писаних споменика, али се у лингвистици обнавља помоћу методе лингвистичке компарације. Постоји низ изоглоса заједничких балтичким и словенским језицима у области фонологије, морфологије и акцентологије, које су уобичајене иновације још од времена јединственог индоевропског језика и истовремено се могу обнављати хронолошким редом.